# Тянь Цзянь
Тянь Цзянь (кит. 田间; полное имя — Тун Тянь-цзянь; 1916 или 1917, провинция Аньхой — 1985) — китайский поэт. Член Коммунистической партии Китая. Считается одним из зачинателей жанра эпической поэмы и крестьянской темы в китайской поэзии.

## Биография
Вырос в сельской местности, в 1933 году отправился в Шанхай, где поступил в Восточно-китайский педагогический университет изучать иностранные языки. В 1934 году стал членом Лиги левых писателей Китая, его первые произведения запрещались цензурой, а сам автор едва избежал ареста. Первые сборники стихов «Перед рассветом» («Вэймин цзи», 1935) и «Китайские пасторали» («Чжунго мугэ», 1936) проникнуты протестом против действительности режима Гоминьдана и ожиданием грядущих перемен. Главным героем лироэпической поэмы «Китай. Деревенская история» («Чжунго нунцуньды гуши», 1936) стал поднимающийся на борьбу народ. Расцвет творчества Тянь Цзяня, прозванного «барабанщиком эпохи», приходится на период японо-китайской войны 1937—1945 годов. В эти годы Тянь Цзянь явился одним из создателей так называемых стихов для улицы («цзетоу ши») и стихов-агиток («чуаньдань ши»). Весной 1937 года отправился в Токио изучать японский язык, но из-за начала японо-китайской войны вернулся в Шанхай и почти сразу же отбыл в Ухань, служил военным корреспондентом в северо-западной армии. Летом 1938 года оказался в Яньани, где написал ставшее знаменитым стихотворение «Если мы не будем бороться» (кит. 假使我们不去打仗); в августе 1938 года вступил в Коммунистическую партию Китая.
В 1942 году(по другим данным в 1945) стал редактором журнала «Новый человек». Его произведения военных лет объединены в сборники: «Тем, кто сражается» («Гэй чжаньдоу чжэ», 1943), «Она тоже будет убивать» («Та е яо ша жэнь», 1947) и «Стихи об антияпонской войне» («Канчжань ши чао», 1949). Зимой 1948 года был министром по муниципальным вопросам в Чжанцзякоу. В 1949 году вступил в Союз писателей Китая, возглавив отдел поэзии. Участвовал в Корейской войне в рядах китайских добровольцев. С 1946 по 1948 год Тянь Цзянь написал эпическую поэму «Возница» («Гань-чэ чжуань»), в которой нарисовал китайскую деревню до освобождения и показал постепенное пробуждение крестьянства к новой жизни. Ту же тематику он разработал в повести «Деревня Сунцунь» («Сунцунь цзиши», 1950). Новый стимул для развития патриотической темы дала героическая борьба корейского народа: стихотворный цикл «Песни добровольцев» («Чжиюань-цзюнь кайсюань гэ», 1953) и «Паньмыньчжонские эчерки» («Баньмэньдянь цзиши», 1953). Злободневная, обращённая к массам, поэзия Тянь Цзяня развивалась под влиянием советской литературы, особенно творчества Владимира Маяковского. В 1954 году совершил поездку по социалистическим странам Европы. В 1958 году возглавил Хэбэйское литературное общество. С 1959 по 1961 год Тянь Цзянь написал вторую часть для поэмы «Возница», таким образом сделав её дилогией. В период с 1965 по 1978 год его имя перестало появляться в печати. Известно, что в 1964 году он участвовал в конгрессе писателей Азии и Африки в Каире, а в 1978 году — в сессиях пятого созыва Всекитайского собрания народных представителей. Указывается, что в конце культурной революции он был на партийной работе в провинции Хэбэй, по-прежнему возглавляя там литературное общество (что не подтверждено авторитетными источниками), и умер в 1985 году.

## Издания на русском языке
Его стихи переведены на более чем десять иностранных языков, в том числе русский, но издавались практически исключительно в социалистических странах:
- Поэзия освобождённого Китая. — Л., 1951.
- Китай говорит. — Чита, 1954.
- Новая поэзия Китая. — М., 1959.